# バッテンロボ丸
『バッテンロボ丸』（バッテンロボまる）は、1982年10月3日から1983年9月25日までフジテレビ系で全51話が放送された子供向けのロボット特撮テレビ番組、および主役ロボットの名称。東映不思議コメディーシリーズ第2作目。

## 内容
ロボット「ロボ丸」がマンマル星からペケール星の戦争を止めようとしていたが宇宙で迷子になり、少年野球大会でナナコの打ったホームランボールがおへそに当たり人間とロボットの共存するカリントニュータウンに墜落してしまい、海野写真館に住み込んだことから始まるドタバタギャグコメディ作品。

## 概要
『ロボット8ちゃん』の好評を受けて製作されたシリーズ第2作。
正義の味方を名乗っているロボ丸は、バッテンボーやバッテンバイク、空飛ぶマントを使いまさに正義のヒーロー的でこれらの要素を加え、前作との差別化を図っている。また、デザイン面でも『がんばれ!!ロボコン』以来の走行形態への変形というギミックの代わりに、感情にあわせて顔面が変形するという別の玩具および劇中演出のためのギミックが盛りこまれ独特の印象を残している。
このシリーズの顔とも言える浦沢義雄が初めてメインライターを務めた。ロボットや恐竜が共存する独自の世界観を舞台としており、奇抜なゲストキャラクターによる物語が展開するのも特徴である。本作品での何でもありのシュールな物語は、以降の作品にも引き継がれてゆく。浦沢は、前作とロボットが変わっても根本的な部分が変わるわけではないとし、キャラクターの違いなどはさほど意識しなかったと述べている。
キャストの面では前作『ロボット8ちゃん』からの流れで引き続き榊原るみと朝比奈尚行が務め、声優も一部の人物が前作から引き続き起用されている。また本作品にて当時43歳の坂本太郎が監督デビューを果たした。
初期タイトルは『カチャロボけったん』。
本作品途中の1983年3月よりポピーからバンダイに合併されたため、一部の商品はポピー版（放送段階あたり）のものとポピー・バンダイ版またはバンダイ版のものが販売された。これは同時期の『科学戦隊ダイナマン』『宇宙刑事シャリバン』『光速電神アルベガス』『マシンロボ』なども同様である。

## 登場人物

### ロボットと生物
バッテンロボ丸
マンマル星からやって来た宇宙ロボット。自称正義の味方だが悪戯好きで、いつも騒動を起こしてしまう。身長178cm・体重260kg・視力1.5。頭の形状を変え能力を変化させる機能があり、それは感情の変化によっても起こる。また腕はある程度伸縮でき、困った時やピンチの時は手足を縮め頭で逆立ちした状態になる。腹部にある×の形をした部分は外すことができ、一辺が長く伸びてバッテン棒に変化する。バッテン棒は先端からさまざまな物を出すことが出来る。26話でマンマル星から空飛ぶマントが貸し出される。好物はさくらんぼ。弱点はヘソ（バッテン棒の中心部分）。口癖は「フンガロ」とキメ台詞のつもりで使う「そこんとこヨロシク」。
前作と同じく、フジテレビの8チャンネルにちなんで、数字の8を象っている。
ロボ丸の顔の表情
ノーマルトップ
通常の円形の顔。
モリモリトップ
上半分が横に長く尖った形になる逆三角形の顔で、主に力を出すときに使う。
ゴーゴートップ
全体的に横に長くなり両辺が尖った葉っぱ型の顔で、スピードアップさせるときに使う。この時は瞳のハイライトが星形になる。
ビービートップ
全体的に縦に長くなるダルマ型の楕円形の顔で、驚いたときに使う。聴力が強化される。
メカメカトップ
横に長い楕円形で、操縦の技量が上がり、マシンに乗る時に使う。
ガチガチトップ
顔が丸い山形（下側が左右に尖った形になる）になる状態で、敵から身を守るための防御用とされている。沈んだ感情の時もこの形をとる。

ネクラゲ
ロボ丸と一緒にやって来た宇宙生物でロボ丸の親友。無責任な発言が多い。
グーチョキパートリオ
屯田博士が製作したロボットたち。トリオは各自の体内に共感回路を持ち、これによって兄弟のように心を通わせ合うことが可能。
グット
怪獣型のロボット。怪力自慢だが頭が悪く涙もろい。また、物騒な発言も多い。語尾に「だどお」を付けるのが口癖。焼き芋が好物で、体内の弾み車が動力源らしい。
チョキット
昆虫型デザインのロボット。頭の蓋を閉じたり開いたりする。頭に2本の角があり、その先端はアイデアが浮かんだ時に点灯する。体内のゼンマイが動力源らしい。リンゴが好物で、優れた頭脳を持つトリオの知恵袋的存在。
パラット
黄色い葉っぱ型のロボット。体内の乾電池が動力源らしい。バナナが好きなプレイボーイで長い舌を出す。
ルンルンアイコ
カリントCATVのとてもかわいい美少女レポーターロボット。普段の町の様子もスクープも平等に放送する純粋な報道屋。屯田博士製作。
コンポセンセイ
カリントCATVでニュースキャスター（DJ）として働いているキャスターロボット。普段はシステムコンポの形をしており、パーツを組み替えて人型に変形する。音楽には非常に詳しく、ステレオとしての機能も持っている。
- デザインはポピーが販売した玩具、テクノロボ・コンポボーイの流用。変形シーンもコンポボーイのCMを流用している。玩具はコンポボーイの金型を簡易化し、脚部の内装部品をシールに変えている。
- 頭部の造形も異なっており、変形バンクも頭部のシーンだけ変更されている。

ポチザウルス
比間田会長のペットの恐竜。四足歩行のブロントザウルスに近い姿で蝶ネクタイをつけている。愛称は「ポチ」。高い知能を持ち、人語を解するため、言葉も話せる。
バズカン
馬型ロボット。自動的にお腹にガスがたまり、限界になるとそれを口のバズーカから発射する機能を持つ。また腹部にはガスのメーターがある。それを利用して丘の上から一時間に一回時間を知らせる時報の役目をしている。屯田博士が製作し、比間田会長が購入した。普段から独りで山の上にいるため寂しがりな性格。
ワンブンヤ
犬型（ブルドッグ）ロボット。カリントニュース社の社長兼、記者兼、新聞配達人。常にカメラを持ち、取材する時には右手が大きな鉛筆に変わり、口の部分が印刷機になっており、その場で記事の作成と印刷をすることができる。
カペタン
クワガタムシ型の大工ロボット。大工以外にも人助けのために色々な仕事をしている。ボディ部分は大工の服装を思わせるデザインで右手がペンチ、左手が鑿になっており、また頭の角（大顎）はノコギリになっている。
夏場はアイスキャンデー販売で屋台を引くこともあり、その際は左手は工具ではなかった。ネーミングの由来は英語圏での大工を意味するカーペンター（Carpenter）から。

### カリントニュータウンの住人
海野 はるか（）
海野写真館を経営する大助の妻。自宅と兼用である写真館の庭にロボ丸のバッテンソーサーがあるためロボ丸と家族同様の付き合いをしている。厳しくも優しく、明るく前向きな人柄で、家族の中心になっている。夫婦関係は熱々。
海野 大助
海野写真館の経営者。経営者としても夫や父親としても多少頼りなくおっちょこちょいだが、ロボ丸の失敗を怒らず諭す穏やかな人物。比間田会長と屯田博士は大学時代の後輩。
海野 ナナコ
海野家の一人娘。小学3年生。誰よりもしっかりした性格をしており、ドジつづきのロボ丸を支え、心配している。
比間田会長（）
フルネームは「比間田寝太郎」。カリントニュータウン町内会長をはじめ、なりふり構わず「会長」になっているカリントニュータウンの名士。金と地位はあるが、その分ヒマを持て余している。一人暮らしが長いため、料理が得意。
屯田博士（）
フルネームは「屯田一平」。カリントニュータウン一のロボット学者。ロボ丸の性能が自分の製作したロボットより優れているため、分解しようと企んでいる。比間田会長とは犬猿の仲。
小百合
海野家に居候している美人婦警で、町のアイドル的存在。普段は、「いどう交番」と書かれた三輪自転車で町内のパトロールを行っている。理論物理学者をしている姉・みどりがおり第15話で比間田会長と結婚し海野家から義兄となった比間田邸に引っ越す。
ゴロー、ミツル、ケンジ、マコト
4人共ナナコの友人でナナコに片思い。野球が好き。ゴローは力が強い。ミツルは頭がいい。ケンジはスポーツマン。マコトはひょうきん。

## メカニック
バッテンソーサー
地球でのロボ丸の住居であるUFO。上部の半透明なドーム部分が操縦席。UFOの下部から煉瓦模様で窓のある太い円柱形のスペースが出てきて住居型に変形できる。グーチョキパートリオのイタズラで飛行機能が故障したので常時住居型をとっている。住居型の場合はバッテンハウスと呼ばれる。
バッテンバイク
ロボ丸が移動時に使う四輪バイク。ボディをコンパクトに縮めたモトカプセルの形でバッテンソーサーから発進し、その後ボディが前後に伸びてハンドルや座席が展開、バッテンバイクとなる。

## キャスト
- 海野はるか - 榊原るみ
- 海野大助 - 朝比奈尚行
- 海野ナナコ - 富岡香織
- 比間田会長 - 佐渡稔
- 屯田博士 - 市川勇
- 小百合 - 鈴木美司子
- ゴロー - 葛生征樹
- ミツル - 塩見健治
- ケンジ - 森茂紘
- マコト - 藤田たけし

### 声の出演
- バッテンロボ丸 - 曽我町子
- ネクラゲ - 上田敏也
- グット - 渡部猛
- チョキット - 向殿あさみ
- パラット - 門谷美佐
- ルンルンアイコ - 太地琴恵
- コンポセンセイ - 依田英助
- ポチザウルス - 西尾徳
- バズカン - 小野田英一、依田英助（24話のみ）
- ワンブンヤ - 篠田薫
- カペタン - 飯塚昭三

### キャラクターアクション
- バッテンロボ丸[2] - 高木政人
- グット - 小泉豊
- チョキット - 山崎清
- パラット - 石塚信之
- ルンルンアイコ - 岡本美恵子→岡本恵
- コンポセンセイ - 笹本和良
- ポチザウルス - 伊東勇治＋木原将
- バズカン - 木原将、伊東勇治
- ワンブンヤ - 笹本和良
- カペタン - 伊東勇治

## スタッフ
- 原作 - 石森章太郎
- 連載 - テレビマガジン、おともだち、たのしい幼稚園、テレビランド、冒険王→TVアニメマガジン
- 企画 - 前田和也（フジテレビ）、平山亨（東映）
- プロデューサー - 植田泰治、植竹栄作、星野行彦（東映）
- 構成 - 大和屋竺、浦沢義雄
- 音楽 - 風戸慎介
- アクション指導 - 斎藤晴彦、岡田勝
- 振り付 - 佐渡稔、花蔭麻美
- 撮影 - 高岩震、林迪雄、村上俊郎、利根川曻(J.S.C.)
- 照明 - 山本辰雄、大須賀国男、関口弥太郎、上原福松、大森康次
- 録音 - 上出栄二郎、太田克己
- 美術 - 安井丸男、北郷久典
- 助監督 - 前嶋守男、大井利夫、近藤杉雄
- 編集 - 水間正勝
- 選曲 - 秋本彰
- 効果 - 原田千昭
- 記録 - 浅井ひろ子、森美禮、川村澪子、安倍伸子、古屋彰子、高橋久美子、川村薫
- 計測 - 大村日出男、大沢信吾、利根川曻
- 装置 - 内藤靖夫
- 装飾 - 戸塚憲、山田稔
- 操演 - 金子正且、青木宏
- 衣裳 - 東京衣裳
- 美粧 - 入江美粧
- 現像 - 東映化学
- 資料担当 - 青柳誠
- 進行 - 林三津良、高田正男、藤沢克則
- 演技事務 - 田辺史子
- 制作担当 - 西村政行
- 特撮監督 - 矢島信男
- 特撮研究所（鈴木昶、大沢哲三、高橋政千、戸塚和夫）
- 造型 - レインボー造型企画
- 協力 - スズキ自動車、十和モーターズ、ヒルマモデルクラフト、武田和スターシンデレラブッシュマン
- 制作 - フジテレビ、東映

## 主題歌
オープニングテーマ
『バッテンロボ丸』
作詞 - 高田ひろお / 作曲 - 風戸慎介 / 編曲 - いちひさし / 歌 - 曽我町子、ヤング・フレッシュ、こおろぎ'73
第4話まではTVサイズ用テイク、5話以降はレコード用テイクを使用。第14話からは映像にバズカン、カペタン、ワンブンヤのカットが追加。
エンディングテーマ
『ぼくらのカリントニュータウン』
作詞 - 冬杜花代子 / 作曲 - 風戸慎介 / 編曲 - いちひさし / 歌 - 山野さと子、ヤング・フレッシュ、こおろぎ'73

## 劇中歌
- 第7話「小さな魔女の大冒険」  ロボ丸とプティプティチェリーが出会うシーンで、「プティプティチェリー」（歌 - 山野さと子、こおろぎ'73）が劇中歌として披露された。
  - 第41話でも使用された。
- 第25話「星の妖精さんコンニチワ」 「ジャンケンカーニバル」（歌 - こおろぎ'73）と「オムレツファミリー」（歌 - 榊原るみ、朝比奈尚行、富岡香織）を披露。
- 第30話「すごいぞ宿題自動販売機」 「ネクラゲのうた」（歌 - 上野博樹、松本知子）
- 第44話「ナナコに捧げるバラード」 「お風呂でピカピカ」（歌 - 曽我町子、石井由美）を使用。
- 第45話「雷小僧 オヘソを返せ!」 「マルマル音頭」（歌 - 上田敏也）を使用。第48話にも使用。
- 第47話「男一匹 番長が行く!」 「あなたの窓に」（歌 - 山野さと子） を使用し、ロボ丸が中森明菜の「トワイライト -夕暮れ便り-」を歌う。

## 放送リスト
| 放送日         | 話数 | サブタイトル                       | ゲストキャラクター | 脚本       | 監督       |
| -------------- | ---- | ---------------------------------- | --- | ---------- | ---------- |
| 1982年10月03日 | 1    | 地球ノミナサン コンニチハ          | | 浦沢義雄   | 高橋勝     |
| 10月10日       | 2    | バッテンよろしく正義の味方         | - 泥棒（信実一徳、佐藤輝昭） | 山崎晴哉   | 高橋勝     |
| 10月17日       | 3    | とんでもない奴!トンダ博士          | - 赤ん坊の父親（木村修） - 赤ん坊の母親（東まり子） - 泥棒（高月忠） | 土屋斗紀雄 | 佐伯孚治   |
| 10月24日       | 4    | ケンカだ!ワッショイ!               | | 浦沢義雄   | 佐伯孚治   |
| 10月31日       | 5    | タイムマシンでチャンチャンバラバラ | - 日吉丸（池田進） - 織田信長（栗原敏） | 山崎晴哉   | 広田茂穂   |
| 11月07日       | 6    | グット君 月へ行く                  | | 浦沢義雄   | 広田茂穂   |
| 11月14日       | 7    | 小さな魔女の大冒険                 | - チェリー（谷本重美） | 浦沢義雄   | 岡本明久   |
| 11月21日       | 8    | さみしがりやの大砲ロボット         | - 神父（高橋等） - 老婆（山本緑） - 三浦一郎（三浦憲） - 三浦ゆり子（村野博子） - 教会の客（伊藤慶子、小甲登枝恵、福島歳恵）                                                    | 土屋斗紀雄 | 岡本明久   |
| 11月28日       | 9    | いまにみていろ!いじけ虫            | - 主婦（金子早苗） | 山崎晴哉   | 加藤盟     |
| 12月05日       | 10   | 神様がスーパーカーでやってくる!!   | - 神様（石山律雄） - 独裁者（左奈田恒夫） - 大泥棒（西尾徳） - ばち男（山崎清） - ロイヤルセンターの従業員（八百原寿子）                                                        | 浦沢義雄   | 加藤盟     |
| 12月12日       | 11   | ぼくはハチャメチャ釣てんぐ         | - 母親（村松美枝子） - 子供（西村愛） - クラゲ（声:青森伸） | 山崎晴哉   | 広田茂穂   |
| 12月19日       | 12   | さあ大変!悪の味方にへんしんだ!     | - アパッチ（大月ウルフ） - ケイスケ（片桐順一郎） - ボス（徳田雅之） - 男の子（長尾豪二郎） - 女の子（山田由紀）                                                                | 松浦繁治   | 広田茂穂   |
| 12月26日       | 13   | 地球さいごの大みそか               | - カンチャン星人（石井愃一） | 浦沢義雄   | 坂本太郎   |
| 1983年01月09日 | 14   | バッテン正義のガードマン           | - 比間田歌右衛門（奥村公延） | 土屋斗紀雄 | 坂本太郎   |
| 1月16日        | 15   | ひみつ指令 花よめをさがせ!         | - 小百合の姉・みどり（太地琴恵） - 夫婦（平井一幸、竹内久美） | 山崎晴哉   | 加藤盟     |
| 1月23日        | 16   | あぁハリウッド いとしのメリーさん  | - メリーのパパ（江幡高志） - メリー（茂野幸子） - 劇団員（山崎清） | 浦沢義雄   | 加藤盟     |
| 1月30日        | 17   | 恋のスマッシュ? バッテンショット!  | - 霧生院華（東山明美） - ユウコ（渋谷純子） - テニス部員（片岡清美） | 土屋斗紀雄 | 広田茂穂   |
| 2月06日        | 18   | どんなもんだい!ボクは会長          | - 老人会（山田光一、津路清子、美原亮三、小甲登枝恵） - 比間田みどり（太地琴恵） - 写真屋の客（大泉公孝） - バスの運転手（鎌田功）                                               | 松浦繁治   | 広田茂穂   |
| 2月13日        | 19   | 強いぞ!お兄ちゃんは世界一          | - 次郎（菅野直行） - 悪漢（団巌） - ルリコ（泊口亜紀子） - 悪漢の手下（皆川衆、志賀圭二郎、久慈英朗）                                                                           | 浦沢義雄   | 佐伯孚治   |
| 2月20日        | 20   | ドッキリドキドキ!雪の美少女        | - 雪の女王（小川より子） - 雪子（宿利千春） - 刑事（木村修、五野上力） - 若者（原田充成）                                                                                       | 山崎晴哉   | 坂本太郎   |
| 2月27日        | 21   | 負けるなサルトビ!忍法がっせん      | - 猿飛佐助（番場恵介） - 鶴姫（佐賀朋美） - 服部半蔵（塩田隆博） | 山崎晴哉   | 佐伯孚治   |
| 3月06日        | 22   | 三角星から来た宇宙少年             | - 三角星人コサイン（井浦秀智） - 四角星人（三重街恒二、水原仗二、石塚信之、伊東勇治）                                                                                           | 土屋斗紀雄 | 岡本明久   |
| 3月13日        | 23   | どうするロボ丸!3日のいのち         | - シゲル（渡辺章） - 作業員（山浦栄、泉福之助） | 松本功     | 岡本明久   |
| 3月20日        | 24   | 激突!ハチャメチャバイクレース      | - ショウ（近藤哲也、少年時代:後根宣将） | 松浦繁治   | 坂本太郎   |
| 3月27日        | 25   | 星の妖精さんコンニチワ             | - ヨウコ/星の妖精（明石憬子） - リュウイチ（菅田俊） - 郵便配達員（吉野恒生) - バッテン棒（声：野崎貴美子）                                                                     | 土屋斗紀雄 | 広田茂穂   |
| 4月03日        | 26   | さらば!地球よ!                     | - 泥棒（信実一徳、佐藤輝昭） - 比間田みどり（太地琴恵） - 裁判長の声（青森伸） - バッテンソーサー音声（山形由美子） - 木村アナウンサー（木村修）                                | 山崎晴哉   | 広田茂穂   |
| 4月10日        | 27   | ロボット大サーカス                 | - 団長（斉藤晴彦) | 浦沢義雄   | 広田茂穂   |
| 4月17日        | 28   | 涙・涙のマンガ少女                 | - マチコ（寺井留美子) - 本屋の主人（五野上力) - グット、チョキットのガールフレンド（佐藤緑、広瀬吉美)                                                                           | 松浦繁治   | 岡本明久   |
| 4月24日        | 29   | ボクは天才コック長                 | - 食堂のマスター（団次朗） - サブ（池田進） - 泥棒（徳田雅之） - 食堂の客（高野隆志）                                                                                           | 松本功     | 岡本明久   |
| 5月01日        | 30   | すごいぞ宿題自動販売機             | - 自動車スクラップ工場の作業員（長江英和、中屋敷鉄也、大館光信、久慈英朗、川北良介、青木道夫）                                                                                  | 浦沢義雄   | 坂本太郎   |
| 5月08日        | 31   | どうなる?!恋の三角関係             | - 天狗（小篠一也） - ミヤマ（黒木しのぶ） - タロー（山本保夫） - カラス天狗（上田弘司、伊東勇治） - 農家のおじさん（佐川二郎）                                                  | 浦沢義雄   | 坂本太郎   |
| 5月15日        | 32   | カリント新聞大騒動!?               | | 浦沢義雄   | 広田茂穂   |
| 5月22日        | 33   | 出た恐怖のトリツキマン             | - トリツキマン（石井愃一） | 土屋斗紀雄 | 広田茂穂   |
| 5月29日        | 34   | ボクは今日から忍者先生             | - ノリコ先生（降矢恵子） - 園長（相馬剛三） | 松本功     | 高橋勝     |
| 6月05日        | 35   | 必殺!恋のキューピット              | - 中村タケシ（玉木潤） - タケシの母・ユリコ（鈴木美司子/二役） - クリーニング屋（佐藤吉蔵） - 市民（東映演技研究所）                                                            | 関ひろみ   | 高橋勝     |
| 6月12日        | 36   | 正義の味方株式会社                 | - 案山子（菅野直行） - ヤクザ（志賀圭二郎） - 軽トラの運転手（泉福之助） | 浦沢義雄   | 坂本太郎   |
| 6月19日        | 37   | マンマリヤは大スター               | - マンマリヤ（花房徹） - 泥棒（水原仗二） - 八百屋さん（山本緑） - おばあちゃんの息子（小泉豊、伊東勇治） - おばあちゃん（辻伊万里）                                            | 清水東     | 坂本太郎   |
| 6月26日        | 38   | 毎日ハッピーバースデー             | - 結婚できない雑貨屋店員（向殿あさみ） | 浦沢義雄   | 広田茂穂   |
| 7月03日        | 39   | トリツキマン大反撃!                | - トリツキマン（石井愃一） - キョウコ（大友晶子） - 花屋（中真千子） - キョウコの友人（北村晴美、吉田葉子）                                                                     | 土屋斗紀雄 | 広田茂穂   |
| 7月10日        | 40   | フギャー!金太郎が出たぞ            | - 金太郎（劔弘紀） - 比間田みどり（太地琴恵） - 桃太郎（森祐子） - エリちゃん（檜山恵理子） - エリちゃんのママ（松本美佐代）                                                    | 山崎晴哉   | 佐伯孚治   |
| 7月17日        | 41   | ハチャメチャ大音楽会               | - 大屋町子（東山明美） - 伴奏者（志賀圭二郎、山崎清、徳田雅之） | 大和屋竺   | 佐伯孚治   |
| 7月24日        | 42   | 皆さんボクって美少年!?             | | 浦沢義雄   | 高橋勝     |
| 7月31日        | 43   | カリント牧場の決闘                 | - キッド・カワムラ（脇坂奎平） | 松本功     | 高橋勝     |
| 8月07日        | 44   | ナナコに捧げるバラード             | - ケンジの母（門谷美佐） - 郵便配達員（吉野恒生） - ナンパされた少女（満仲志保、古川歌名子） - スポーツ友達（宮前輝男、野沢勝）                                                 | 浦沢義雄   | 坂本太郎   |
| 8月14日        | 45   | 雷小僧 オヘソを返せ!               | - 雷第一小学校5年3組・雷ゴロ左衛門（上田峻） | 加藤盟     | 坂本太郎   |
| 8月21日        | 46   | お化けを飼う少女ユメコ             | - 幽霊（横山あきを） - 牧師（佐藤輝昭） - ユメコ（赤松由佳子） - 八百屋の妻（渡辺佐和子） - ヒッチハイクする遭難者（立石和夫） - 八百屋（平井一幸） - （三浦憲） - （三上博子） | 浦沢義雄   | 加藤盟     |
| 8月28日        | 47   | 男一匹 番長が行く!                 | - 番長（藤田秀世） - ギャングの子分（大島宇三郎） - ギャングの親分（山崎清） | 浦沢義雄   | 広田茂穂   |
| 9月04日        | 48   | あれれれ? ボクが二人!              | - スーロボ（スーパーロボ丸）（声・曽我町子） | 松本功     | 広田茂穂   |
| 9月11日        | 49   | パパとママは反抗期                 | - 比間田みどり（太地琴恵） - 主婦（ひろ新子、山本緑） - 亭主（伊東勇治、木村修、高野隆志）                                                                                      | 浦沢義雄   | 朝比奈尚行 |
| 9月18日        | 50   | 強いばかりが男じゃない             | | 土屋斗紀雄 | 加藤盟     |
| 9月25日        | 51   | ロボ丸よまた会う日まで             | - 比間田みどり（太地琴恵） - マンマル星の大統領閣下（団次朗） | 山崎晴哉   | 加藤盟     |

## 視聴率
- 最高視聴率：18.3%（魔法少女ちゅうかないぱねま!と並ぶ東映不思議コメディーシリーズ歴代5位）

ビデオリサーチ調べ、関東地区

## 放送局
- フジテレビ：日曜 9:00 - 9:30
- 北海道文化放送[注釈 8]：日曜 8:30 - 9:00（1982年10月3日 - 1983年3月27日） → 日曜 9:30 - 10:00（1983年4月3日 - 9月25日）[9]
- 青森放送：木曜 16:45 - 17:15 [10]
- 山形テレビ：月曜 17:30 - 18:00（1983年9月26日まで放送）[11]
- 仙台放送：日曜 10:30 - 11:00[12]
- 福島テレビ：水曜 16:50 - 17:20（1983年3月23日まで） → 水曜 17:00 - 17:30（1983年3月30日 - 第46話）→ 水曜 17:30 - 18:00（第47話から）[13]
- 新潟総合テレビ：土曜 17:00 - 17:30[14]
- 長野放送：土曜 18:00 - 18:30[15]
- 富山テレビ：土曜 8:00 - 8:30（1983年4月2日放送開始）[16]
- テレビ山梨：水曜 17:20 - 17:50（1984年4月25日まで放送、約7か月遅れ）[17]
- テレビ静岡：木曜 16:30 - 17:00[18]
- 石川テレビ：日曜 9:00 - 9:30[19]
- 東海テレビ：土曜 8:00 - 8:30[20]
- 山陰中央テレビ：土曜 7:30 - 8:00[21]
- 岡山放送：日曜 10:30 - 11:00（1983年9月頃放送）[18]
- テレビ新広島：日曜 10:30 - 11:00[22]
- テレビ山口：土曜 7:00 - 7:30[22]
- 高知放送：火曜 17:30 - 18:00[22]
- テレビ西日本：日曜 8:30 - 9:00
- テレビ熊本：土曜 6:30 - 7:00（1982年11月27日より放送）[23]
- テレビ宮崎：火曜 17:30 - 18:00[24]

## 劇場版
1983年春には東映まんがまつりで劇場用作品「お化けを飼う少女」が上映され、テレビ放送でも第46話「お化けを飼う少女ユメコ」として放送された。同時上映だった『科学戦隊ダイナマン』でも本作品同様に、第32話として放送されている。なお、2007年12月発売のDVD「東映特撮ヒーロー THE MOVIE BOX」および2009年11月21日に発売される「東映特撮ヒーロー THE MOVIE Vol.5」に収録され初収録された。

## 映像ソフト化
- 2008年7月21日発売の「石ノ森章太郎 生誕70周年 DVD-BOX」に第1話が収録され、初のソフト化となった。

## 漫画
- テレビマガジン 連載 中島昌利
- テレビランド 連載 こやまたろう
- 冒険王 連載 シュガー佐藤

## CS放送・ネット配信
CS放送
- 東映チャンネル：2004年9月 - 2005年3月（「石ノ森章太郎劇場」枠）

ネット配信
- 東映特撮 YouTube Official：2013年5月20日 - 11月10日、2015年9月28日 - 2016年3月28日

## 商品展開
- ポピーより、超合金シリーズでロボ丸、ポピニカシリーズでバッテンソーサーを発売。また独自シリーズであるカリントメイトシリーズでバッテンバイク、グット、チョキット、パラット、ワンブンヤ、バズカン、カペタン、コンポセンセイを発売した。その他にもポピーからはミニソフビ、メロディロボ丸、くっつきロボ丸、はしるロボ丸、DXコンポセンセイなどたくさんの玩具が発売された。